# Giulio Cantalamessa
Giulio Cantalamessa (Ascoli Piceno, 1º aprile 1846 – Roma, 12 settembre 1924) è stato un museologo, pittore e critico d'arte italiano.

## Biografia
Figlio di Igino, notaio e appassionato di letteratura, Giulio Cantalamessa si forma in un ambiente familiare culturalmente vivace.
Di nascosto del padre, che lo ha indirizzato agli studi giuridici, frequenta l'Accademia di Belle Arti di Bologna. Nel 1869 si trasferisce a Firenze e diviene allievo di Antonio Ciseri. Dipinge il ritratto del garibaldino Candido Augusto Vecchi. Tornato l'anno dopo a Ascoli Piceno, ottiene dal Comune la commissione del dipinto Cecco d'Ascoli tiene una lezione a Firenze, opera che porta a compimento nel 1876. In casa dei conti Marcatili ha funzione di precettore e di segretario: l'impegno lavorativo gli consente lunghi soggiorni a Roma, dove visita chiese e musei. In questo periodo realizza dipinti con soggetti religiosi per le chiese di Ascoli Piceno (Il patrocinio di San Giuseppe e San Gioacchino con la Vergine bambina) e esegue i ritratti di Nicola Cantalamessa Papotti, di Monsignor Emilio Taliani e di Re Umberto I.

### Conferenze e libri per ragazzi
Forse la pittura di gusto romantico non è il suo ideale di vita: ama scrivere racconti per bambini (Gigino l'orfanello, 1875 e Sei racconti, 1880) e collabora al "Giornaletto dei fanciulli", fondato nel 1874 da Giuseppe Castelli. Insegna Storia dell'arte al Collegio Venturoli di Bologna, quando matura l'idea di abbandonare la pittura e di dedicarsi interamente alla critica d'arte. Nel 1890 pubblica Saggi di critica d'arte, traendoli da una serie di conferenze sull'opera di Guido Reni e di altri seicentisti bolognesi. Questa pubblicazione lo lancia come esperto di storia dell'arte italiana del Seicento e del Settecento. 

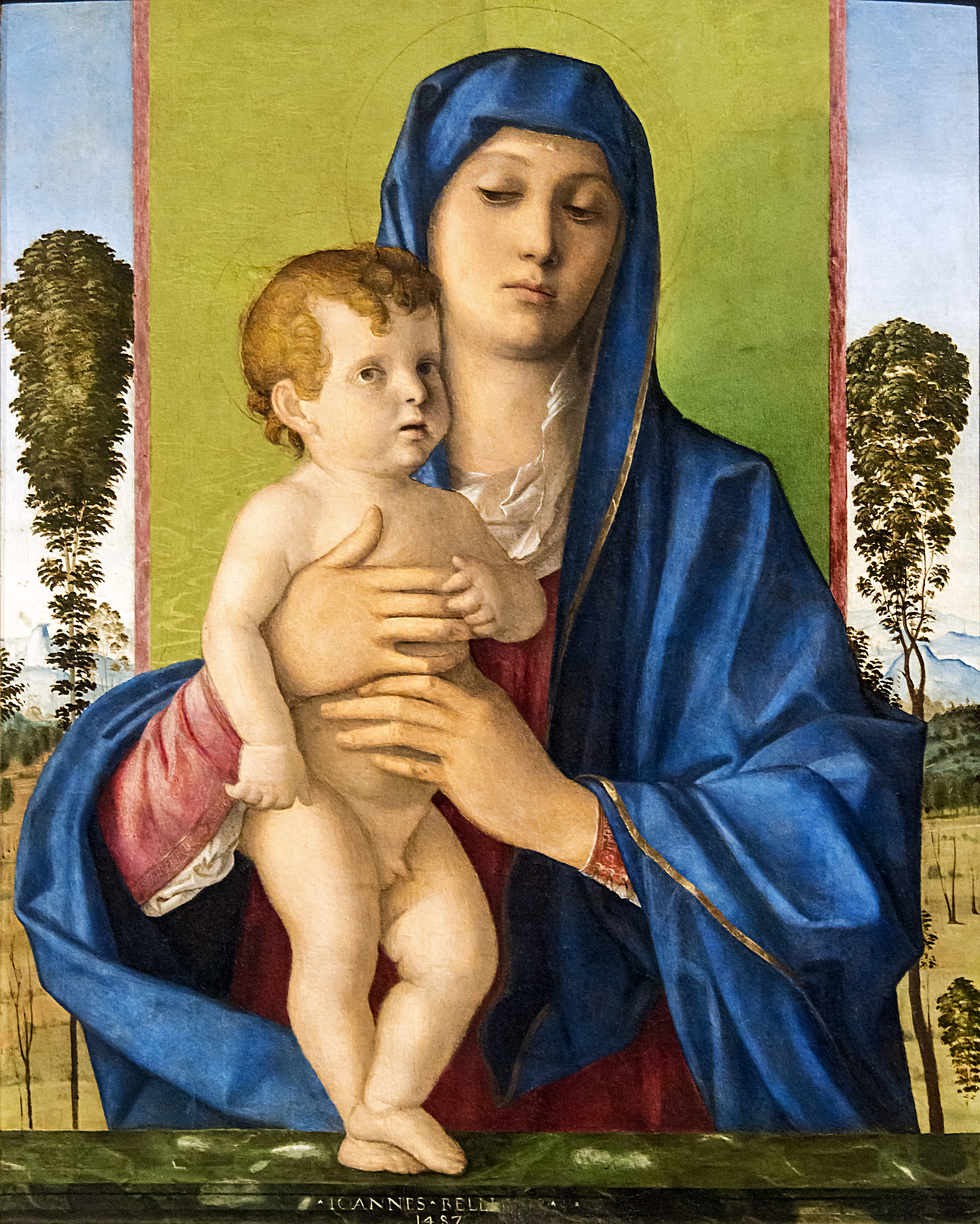
Giovanni Bellini, Madonna degli alberetti, 1487

### Cataloga e attribuisce dipinti
L'occasione viene dalla Legge che sopprime le Confraternite religiose. A Roma queste possedevano, oltre a sterminate biblioteche, una quantità di dipinti e oggetti d'arte, opere egregie e altre di scuola: tutte devono essere catalogate e attribuite. Il lavoro gravoso è affidato dal ministero della Pubblica Istruzione a Giulio Cantalamessa che vi spende due anni (1891-1892). In questo ufficio affina il gusto e la capacità di attribuzione e di scelta delle opere d'arte. Nel 1893 è nominato direttore della Regia Galleria Estense di Modena, con il compito di riordinarne il materiale espositivo. Gli viene affiancato Adolfo Venturi. Nel 1894 è nominato ispettore delle Regie Gallerie dell'Accademia di Venezia e del Museo Archeologico di Venezia. Le pratiche burocratiche sono lunghe e complicate, per cui ottiene la nomina a direttore delle Gallerie dell'Accademia, perché possa riordinarle egregiamente e, anzi, aumentarne le raccolte. Amareggiato da polemiche, per il restauro della Madonna “degli alberetti” di Giovanni Bellini, nel 1906 coglie al volo l'occasione di aprire al pubblico la Galleria Borghese di Roma. Da poco il Comune l'ha acquistata dalla famiglia Borghese, per la somma incredibile di 5 milioni di lire. Qui, Giulio Cantalamessa è ricordato per l'acquisto del Tobiolo e l'angelo dei Giovanni Gerolamo Savoldo e per aver disposto le opere d'arte, in modo da rispettare il prezioso arredamento della villa principesca che, altrimenti, sarebbe andato disperso.

### Studioso ecclettico
Partecipa alla commissione di vigilanza sulla Basilica di San Marco a Venezia e a Roma, alla commissione per il recupero e il restauro degli affreschi di Santa Maria Antiqua. Dal 1908 al 1923 è soprintendente alle Gallerie, Musei e Oggetti d'Arte di Roma e del Lazio: è il primo ad avere questo prestigioso incarico. Per facilitare il suo compito, chiede al Ministero di poter disporre delle copie delle foto, possedute dal Gabinetto Fotografico Nazionale e dall'archivio fotografico della Direzione Generale di Antichità e Belle Arti, che riguardano opere d'arte nel territorio di sua competenza. Conferenziere fecondo, saggista chiaro e scientificamente rigoroso, pubblica interventi di critica d'arte su note riviste, come Nuova Antologia, Emporium, Archivio Storico dell'Arte, Le Gallerie Nazionali Italiane.
Amico fraterno di Adolfo Venturi e del poeta e storico Domenico Gnoli, nel cui archivio - oggi alla Biblioteca Angelica di Roma - si conservano centinaia di sue lettere. La Galleria Borghese possiede un ritratto di Giulio Cantalamessa, dipinto da Lucia Tarditi.